# Arthroleptis nguruensis
Arthroleptis nguruensis Poynton, Menegon & Loader, 2009 è un anfibio anuro, appartenente alla famiglia degli Artroleptidi.

## Etimologia
L'epiteto specifico, composto da nguru e dal suffisso latino -ensis (che vive, che abita in), è stato dato in riferimento al luogo della sua scoperta, i monti Nguru.

## Distribuzione e habitat
È endemica della Tanzania. Si trova sui monti Nguru tra 1790 e 2100 metri di altitudine.